# Група держав проти корупції

Група держав проти корупції

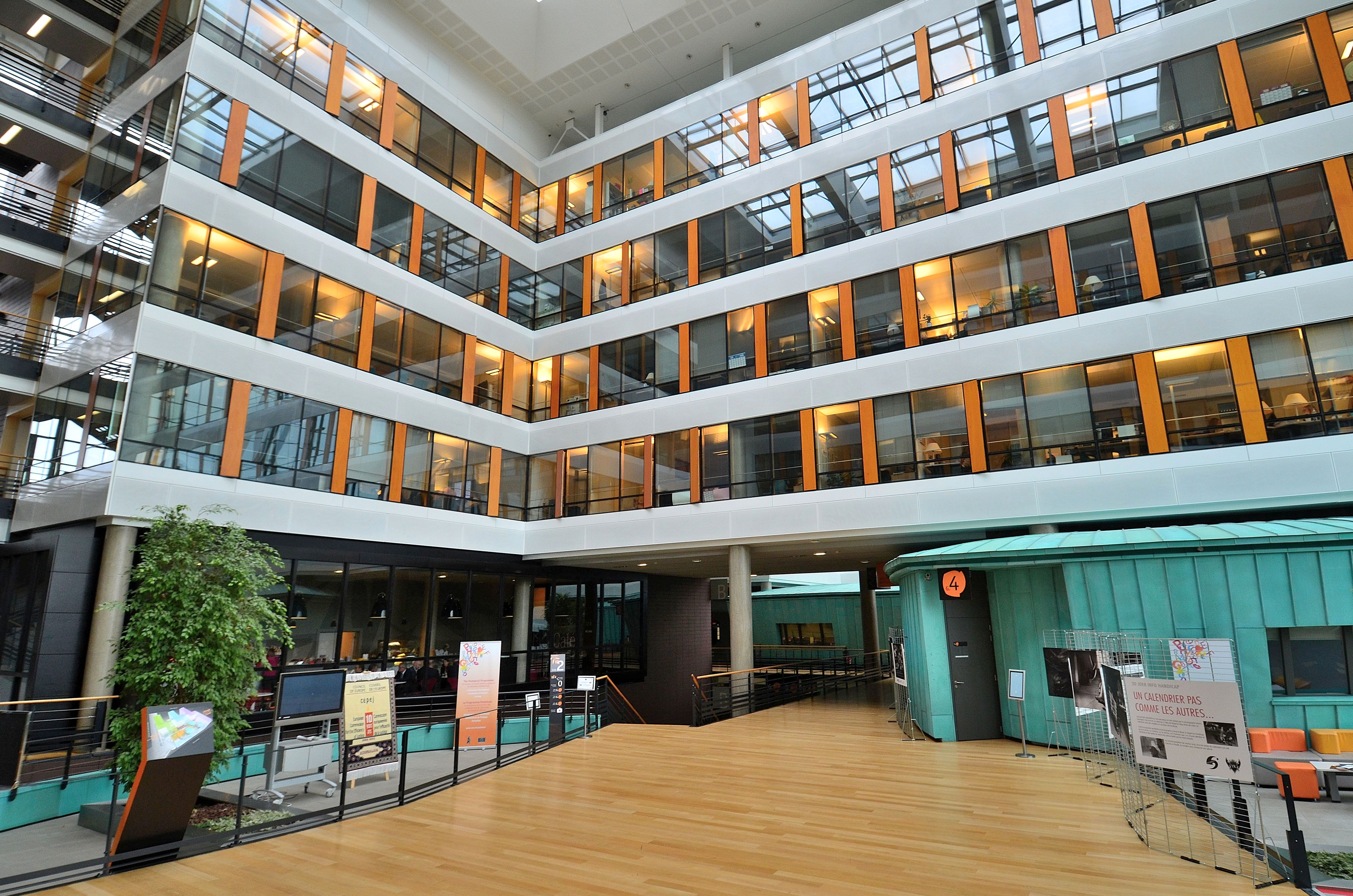

GRECO (англ. The Group of States against Corruption — «Група держав проти корупції») — орган Ради Європи з антикорупційного моніторингу.
Утворений 1 травня 1999 року як об'єднання 17 держав — членів Ради Європи. Нині об'єднує 49 держав-учасниць (крім членів РЄ, також США та Білорусь). Починаючи зі серпня 2010 р. всі члени РЄ є також членами GRECO.
Штаб-квартира — Страсбург (Франція).
Голова GRECO — Марін Мрчела (станом на 2021).

## Завдання
Головна мета — допомога країнам-учасницям у боротьбі з корупцією.
ГРЕКО встановлює антикорупційні стандарти до діяльності держави та контролює відповідність практики цим стандартам. Допомагає виявити недоліки в національній антикорупційній та пропонує необхідні законодавчі, інституційні чи оперативні заходи, надає майданчик для обміну найкращими рішеннями в галузі викриття й запобігання корупції.

## Принцип діяльності
Робота ГРЕКО ведеться відповідно до статуту і схваленим процедурним правилам. Кожна з країн призначає до двох представників для роботи в групі, які беруть участь в пленарних засіданнях і мають право голосу. Кожна країна також пропонує ГРЕКО список експертів, які допускаються до роботи з оцінки ситуації. Інші структури Ради Європи, як, наприклад, ПАРЄ, також можуть призначати своїх представників. Статус спостерігача при ГРЕКО отримали Організація економічного співробітництва і розвитку (ОЕСР) і Організація Об'єднаних Націй, яку в ГРЕКО представляє Управління ООН з наркотиків і злочинності (УНЗ ООН). ГРЕКО обирає Президента, віце-президента і членів Бюро, які беруть безпосередню участь в розробці робочої програми групи і нагляді за виконанням процедур оцінки. 
В Статутний комітет ГРЕКО входять представники Рад Міністрів кожної з країн в складі групи, а також спец. представники від інших держав. Цей комітет відповідає за прийняття робочого бюджету групи і уповноважений робити публічні заяви, якщо знаходить, що одна з країн-учасниць недостатньо серйозно ставиться до рекомендацій ГРЕКО.
Статут ГРЕКО визначає типову процедуру для роботи, яка може бути застосована в зміненому вигляді до різних правових інструментів, підлягаючим перегляду. Секретаріат групи ГРЕКО розташований в Страсбурзі, ним керує Виконавчий секретар, якого призначає Генсек Ради Європи. 

## Учасники
Австрія, Азербайджан, Албанія, Андорра, Вірменія, Білорусь, Бельгія, Болгарія, Боснія і Герцеговина, Північна Македонія, Велика Британія, Угорщина, Німеччина, Греція, Грузія, Данія, Ірландія, Ісландія, Іспанія, Італія, Казахстан, Кіпр, Латвія, Нідерланди, Норвегія, Польща, Португалія, Російська Федерація, Румунія, Сан-Марино, Сербія, Словаччина, Словенія, США, Туреччина, Україна, Фінляндія, Франція, Хорватія, Чорногорія, Чехія, Швейцарія, Швеція, Естонія. 
Група ГРЕКО співпрацює з ООН, з Організацією Економічного Співробітництва та Розвитку (ОЕСР), а також з іншими міжнародними і неурядовими організаціями.

## Досягнення
За час існування ГРЕКО підготувала більше 150 доповідей по країнам з широкого спектру складних політичних питань, а також з загальних технічних аспектів, таких як: 
- проведення політики, спрямованої проти корупції, в державних органах
- виділення коштів для політичних партій
- незалежність судової влади від держави
- створення і розвиток анти-корупційних інститутів
- імунітет від судового переслідування
- взаємозв'язок корумпованих представників влади з організованою злочинністю і відмиванням грошей.